# Dispositif hypersustentateur
 (novembre 2017).

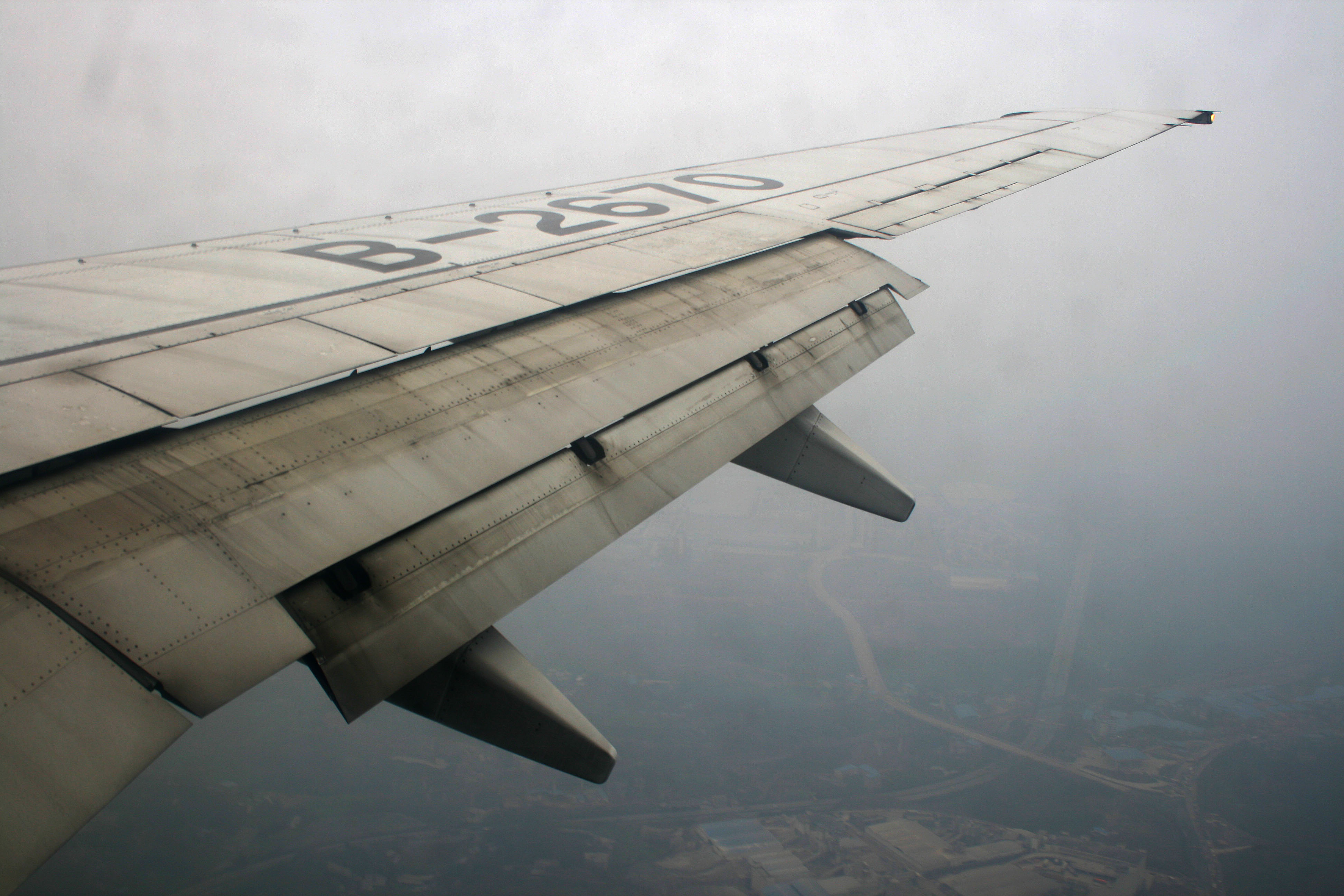
Volets sortis en préparation de l’atterrissage.

Un dispositif hypersustentateur est déployé sur l'aile d'un avion pour augmenter son coefficient de portance aux basses vitesses, et abaisser ainsi la vitesse de décrochage. Ces dispositifs (volets de bord de fuite, becs de bord d'attaque, plus rarement aile à géométrie variable) permettent de décoller et d'atterrir à plus basse vitesse ce qui diminue les distances nécessaires et améliore la sécurité.

## Principe

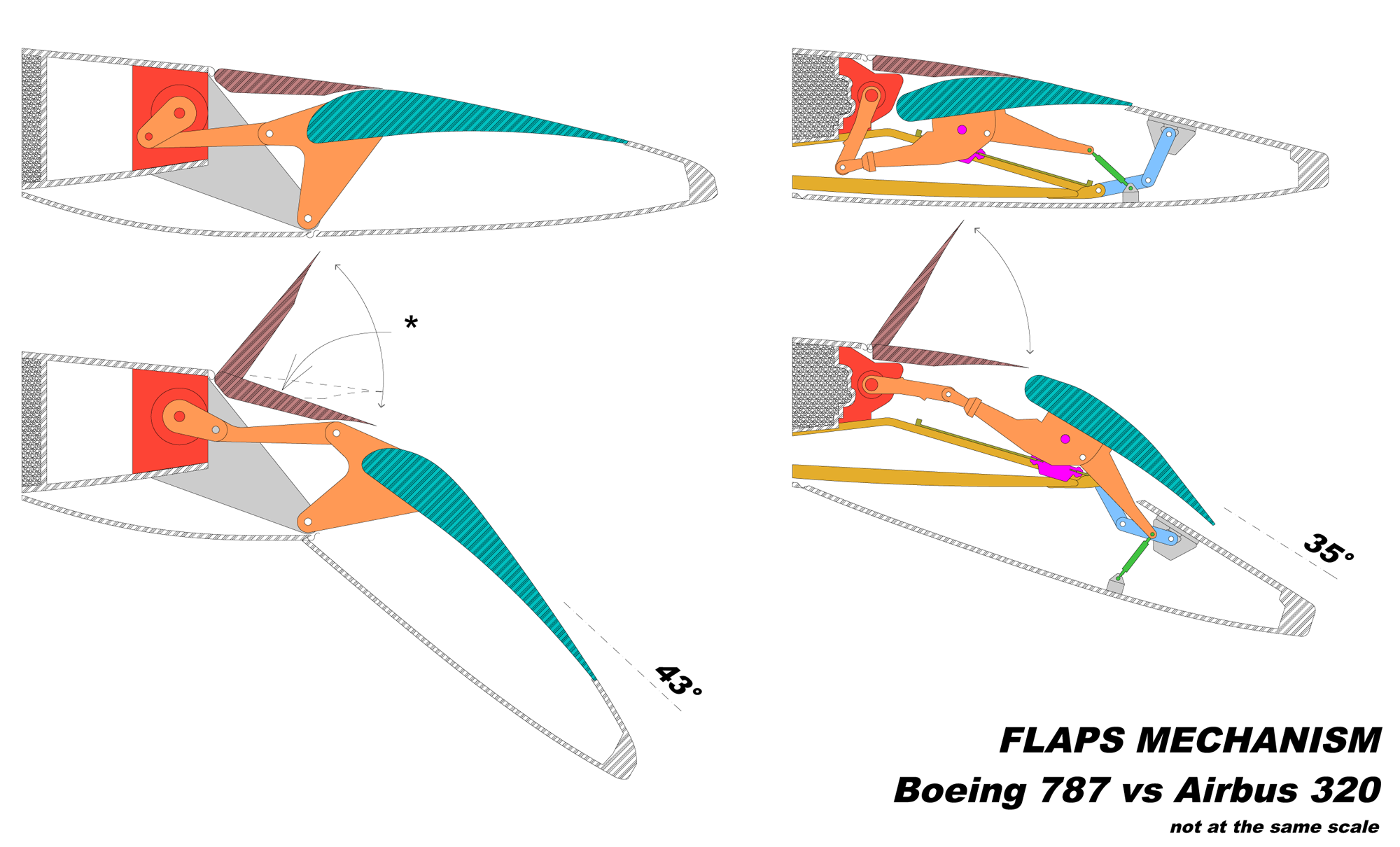
Mécanismes des volets sur Boeing B787 (à gauche) et Airbus A320 (à droite) :
actionneur rotatif
bras, levier et support de volet
volet
chariot de volet
piste du chariot de volet
aérofrein

Les profils d'aile sont étudiés pour avoir la meilleure finesse à la vitesse de croisière, mais pas la plus grande portance possible. Pour augmenter la portance à basse vitesse, en particulier pendant les phases de décollage et d'atterrissage, il y a plusieurs solutions :
- augmenter la surface alaire ;
- augmenter la cambrure du profil en modifiant localement le profil par des surfaces mobiles, volets ou becs ;
- augmenter la vitesse locale sur le profil par soufflage des hélices ou des réacteurs ;
- reculer l'incidence de décrochage en aspirant la couche limite ;
- reculer l'incidence de décrochage en favorisant la génération de tourbillons (vortex generator, portance tourbillonnaire) ;
- profiter de la portance supplémentaire donnée par l'effet de sol pendant le décollage ;
- demander à la poussée des moteurs de « porter » une partie du poids de l'avion.

Plusieurs solutions peuvent être combinées ; c'est la modification du profil qui est la plus utilisée : les volets et les becs de bord d'attaque.
voir aussi : Alula chez les oiseaux

## Aile à surface variable
Ce sont des ailes à géométrie variable, télescopiques ou à corde variable.
Un avion à aile télescopique comme le prototype Makhonine 1935  ou le Gerin V-6E Varivol 1938 fait varier l'envergure de l'aile, et donc son allongement et la surface alaire. L'aile se rétracte en partie dans le fuselage pour diminuer la traînée en vol de croisière, et elle est étendue pour augmenter la surface alaire pendant le décollage et l'atterrissage.
L'avion à corde variable Varivol Gérin 1936 était un biplan qui pouvait faire varier la corde des ailes, et multiplier sa surface alaire par quatre. Cet avion a été détruit au premier essai (instabilité).

## Volets de bord de fuite

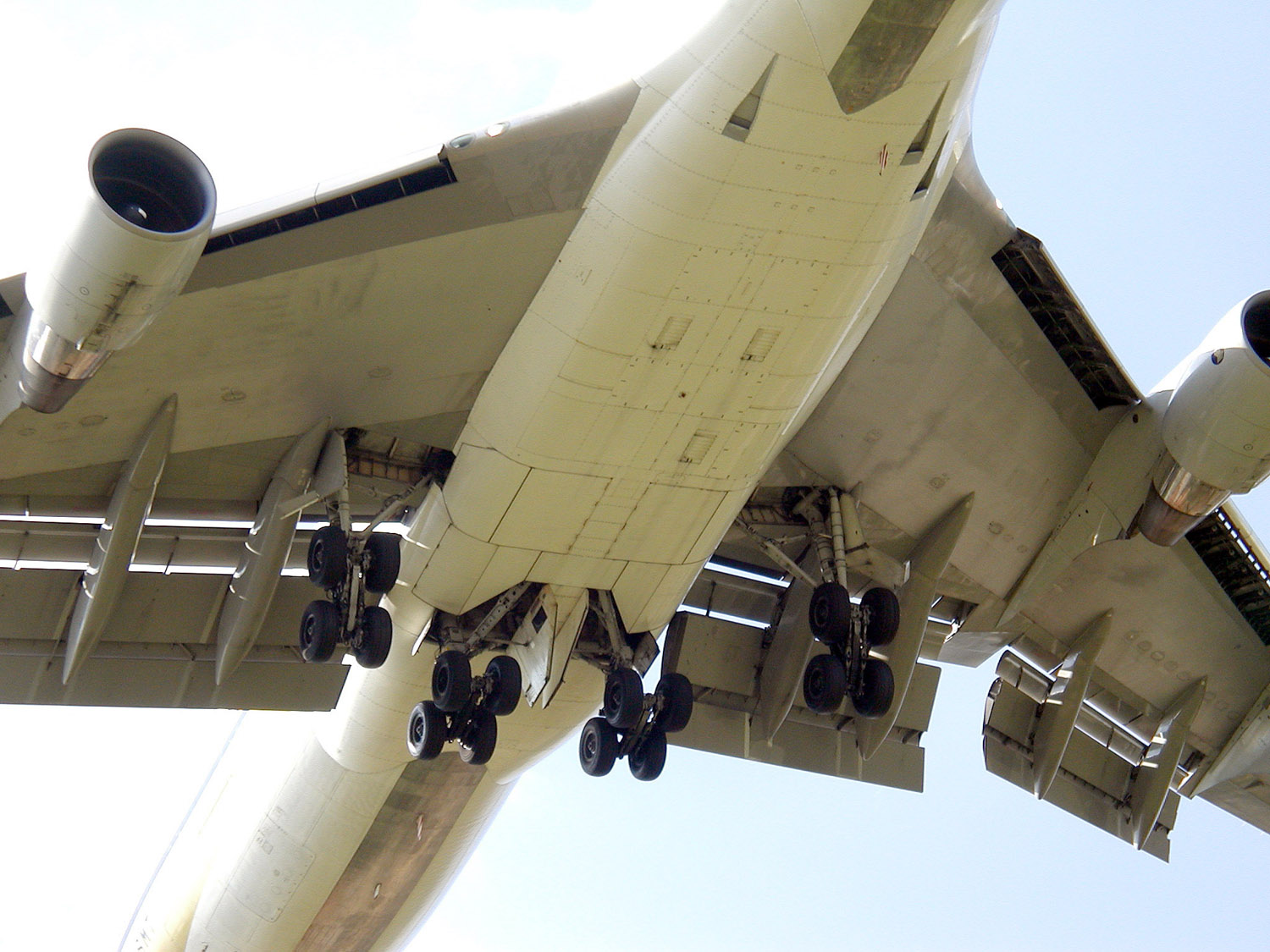
Volets à triple fente d'un Boeing 747

### Volets de courbure
Les volets (en anglais : flap) se trouvent sur la partie interne de l'aile, entre le fuselage et les ailerons, les ailerons se trouvant sur la partie externe de l'aile. Il existe des volets courant sur tout le bord de fuite. On trouve par exemple un volet de courbure en 1934 sur le Boeing P-26 Peashooter.
Les angles de braquage des volets dépendent de la phase dans laquelle se trouve l'avion : décollage ou atterrissage. Les braquages sont généralement plus forts à l'atterrissage (portance maximale et action de freinage) qu'au décollage (portance intermédiaire, freinage minimal).
Le volet de courbure articulé à la partie arrière de l'aile se braque vers le bas. C'est le système le plus ancien, le plus simple et le plus répandu sur les avions légers.
Il peut aussi se braquer vers le haut lorsqu'on souhaite augmenter la vitesse sur trajectoire sans modifier notablement la finesse (diminution de la portance et de la traînée). C'est le cas des planeurs qui souhaitent traverser très rapidement une zone défavorable, par exemple.

### Volet d'intrados
Le volet d'intrados se trouve sous l'arrière de l'aile. Comme le volet de courbure, il se braque vers le bas, en augmentant la portance mais également beaucoup la traînée. Ce dispositif est maintenant assez peu utilisé.

### Volet à fente

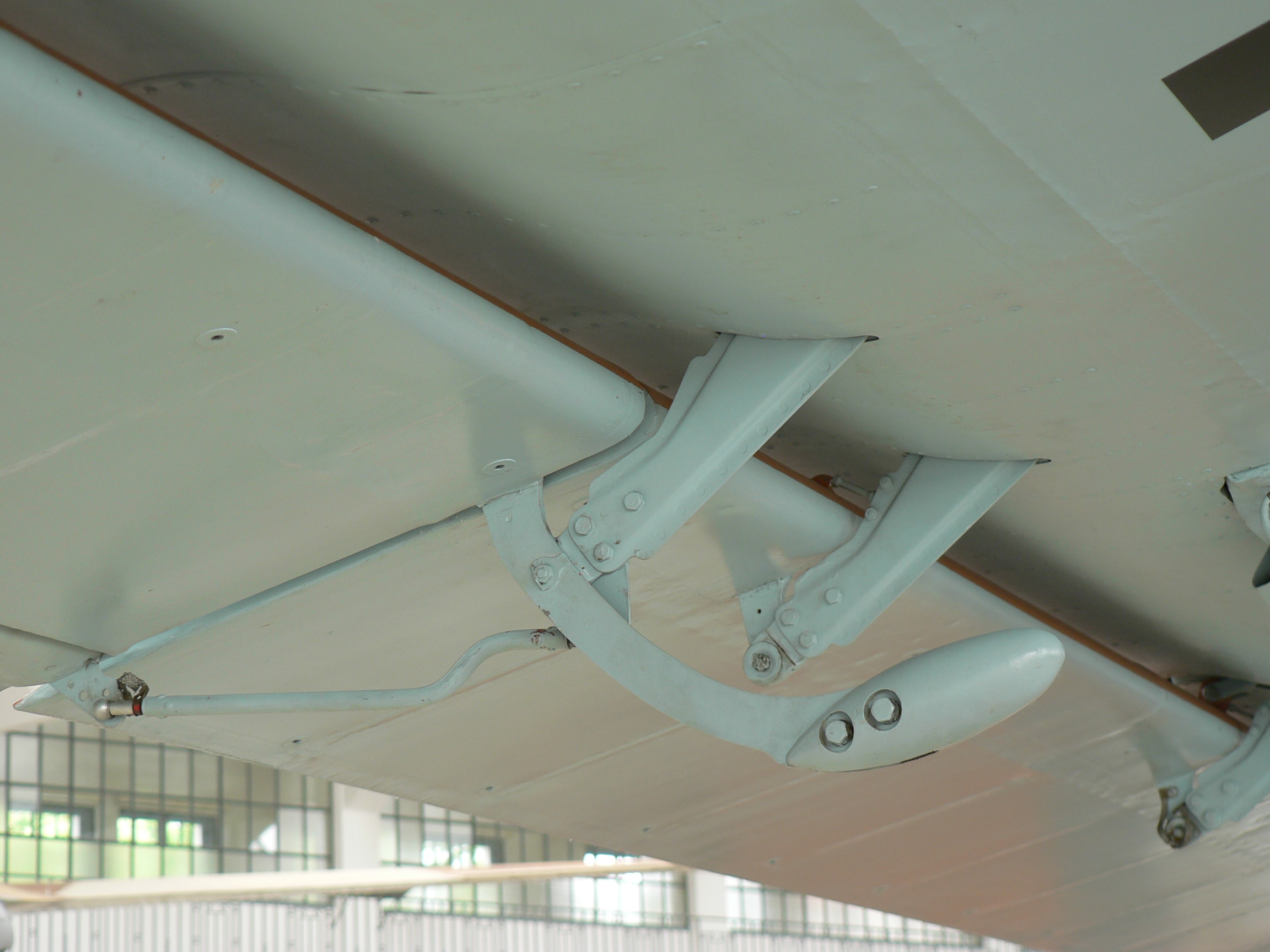
Détail de l'articulation du volet du Fieseler Fi 156 Storch

C'est une surface mobile ressemblant à une petite aile dont le point de rotation se trouve sous l'aile. Le braquage du volet ouvre une fente qui permet à l'air de passer de l'intrados vers l'extrados pour réaccélérer la couche limite et de retarder ainsi le décollement des filets d'air sur le volet. Quand le rayon de rotation du volet est important, le volet recule en même temps qu'il se braque vers le bas, ce qui augmente la surface projetée de l'aile. On a là une disposition simplifiée du volet Fowler décrit ci-dessous. Le volet peut lui-même comporter une fente, ce qui donne au total un volet à double fente.

### VoletFowler
Inventé par Harlan Fowler (1895-1982), c'est un volet dont le déplacement combine une translation et une rotation : dans un premier temps, il recule pour augmenter la surface alaire puis il se cabre vers le bas pour augmenter la courbure. Ce déplacement complexe nécessite des systèmes de guidage spéciaux à l'intrados, visibles sur la photo du Boeing 747. Le volet peut lui-même être en deux ou trois parties, avec une ou deux fentes, ce qui donne au total des volets à double ou triple fente.
C'est un système très répandu sur les avions de ligne. Ils sont apparus sur les avions légers de marque Cessna dans les années 1950, puis sur le Morane-Saulnier Rallye. Malgré leur complexité, ils équipent depuis peu certains avions légers recherchant un grand écart de vitesses (ULM soumis à réglementation de vitesse minimale).
Les volets Fowler multiples sont constitués de plusieurs volets comme sur le Breguet 941 qui possédait également un soufflage de l'aile lui donnant des caractéristiques ADAC.

## Becs de bord d'attaque

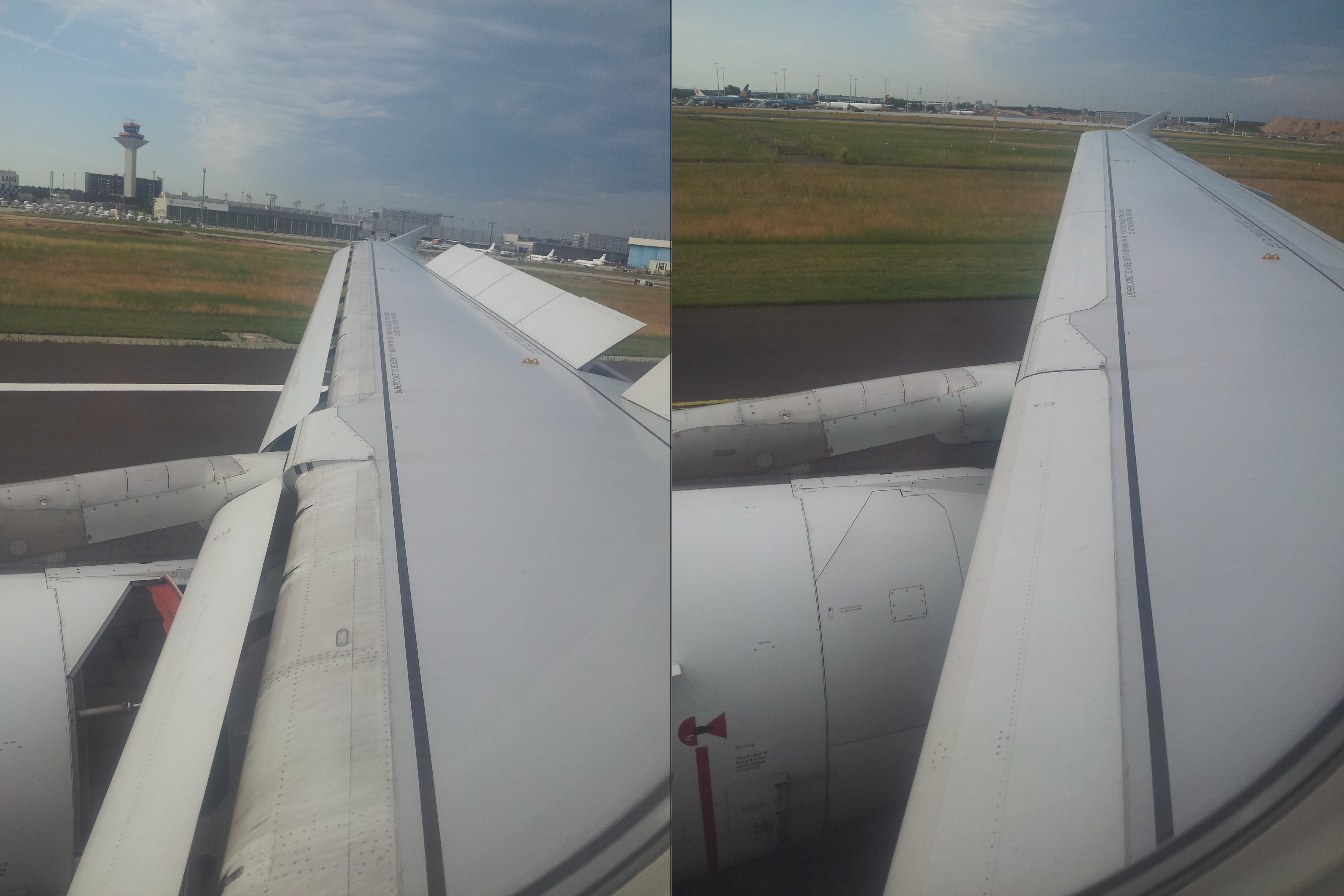
Becs d'un A319 déployés à gauche, rétractés à droite

Ces becs (en anglais : slats) sont placés sur le bord d'attaque de l'aile pour retarder le décrochement des filets d'air sur l'extrados. Ils autorisent de plus fortes incidences que les volets de bord de fuite. Le bec est en fait une portion du bord d'attaque de la voilure qui s'étend vers l'avant et vers le bas. Il cumule donc plusieurs effets : il augmente la cambrure, augmente la surface de l'aile et retarde le décollement des filets d'air par effet de fente.

### Bec à fente fixe

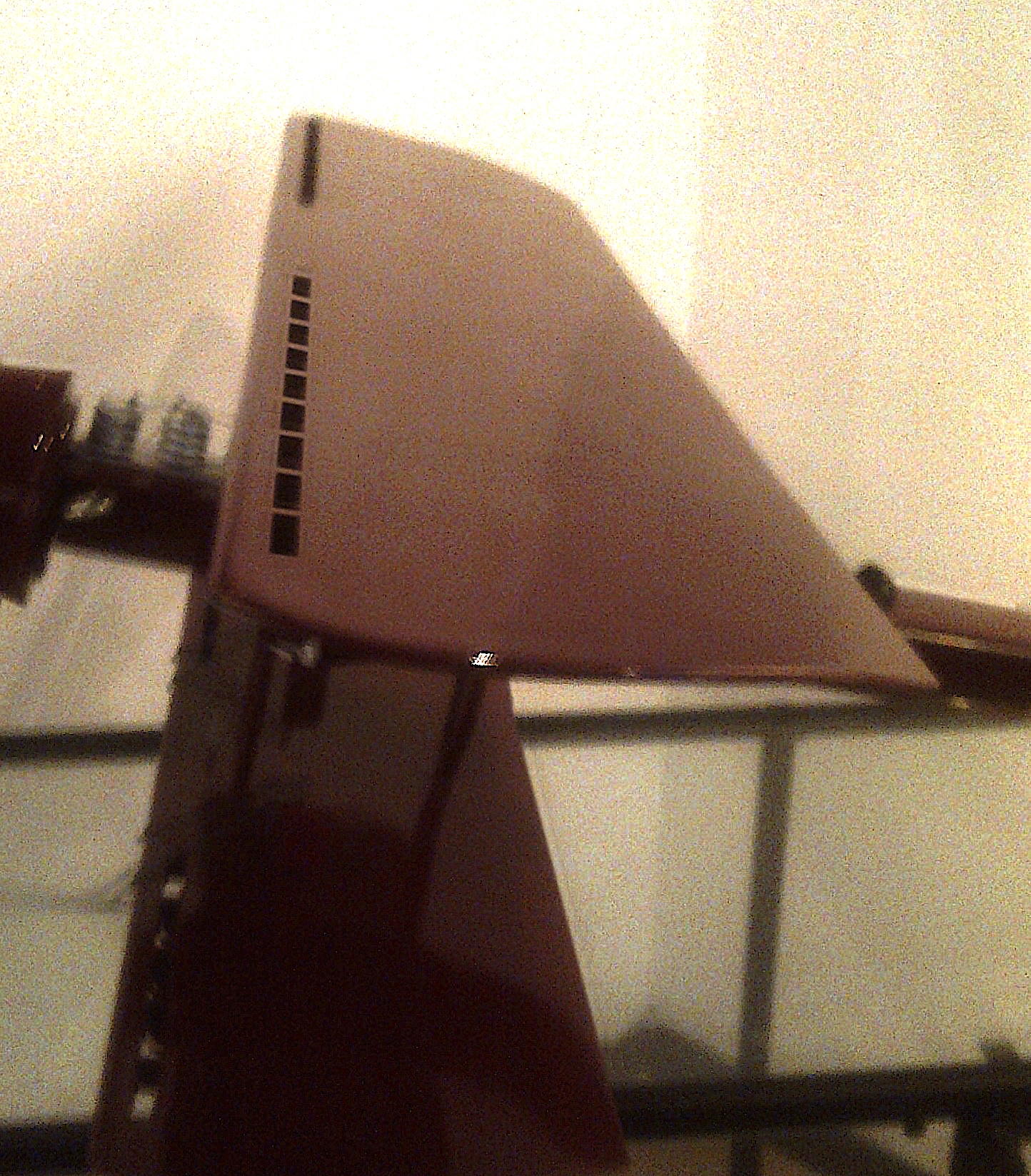
Bec à fente fixe de l'avion à réaction d'Henri Coandă (1910), maquette de l'aéroport de Bucarest.

Ce sont des surfaces fixes écartés du bord d'attaque. Mis au point par Henri Coandă en 1910 et perfectionnée par Handley Page à la fin des années 1910, ils se trouvaient sur les premiers avions à atterrissage court comme le Fieseler Fi 156 Storch, le Potez 36 (1929).

### Bec à fente rétractable

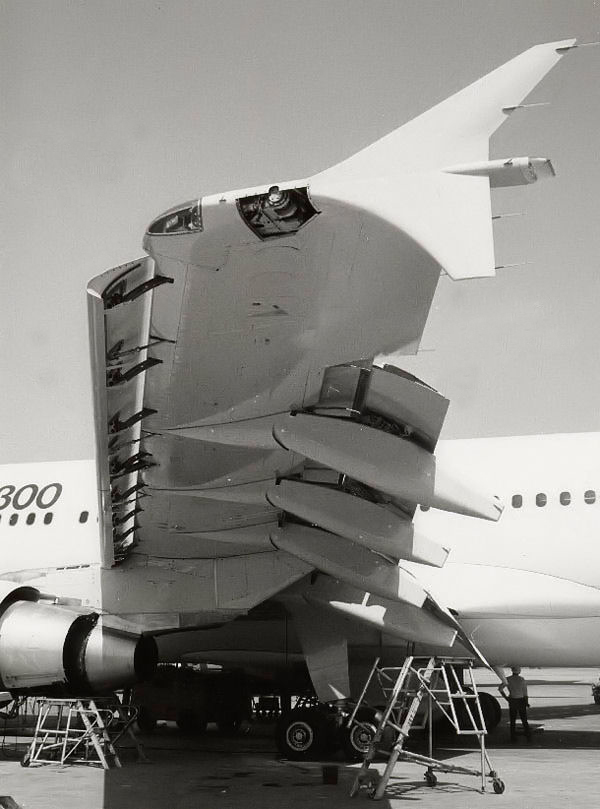
Becs de bord d'attaque et volets d'un Airbus A310

- Becs à fente automatiques. Ils sont rétractés au bord d'attaque et sortent vers l'avant automatiquement grâce à la dépression locale à incidence élevée. Les becs automatiques étaient montés sur les Messerschmitt Bf 108 Taifun et Bf 109 à partir de 1935. Ils sont une caractéristique remarquable des avions légers Morane-Saulnier Rallye des années 1960.
- Bec à fente commandé ou Slat. De même principe que le précédent mais commandé par le pilote, il est très utilisé sur les avions de ligne.

### BecKrueger

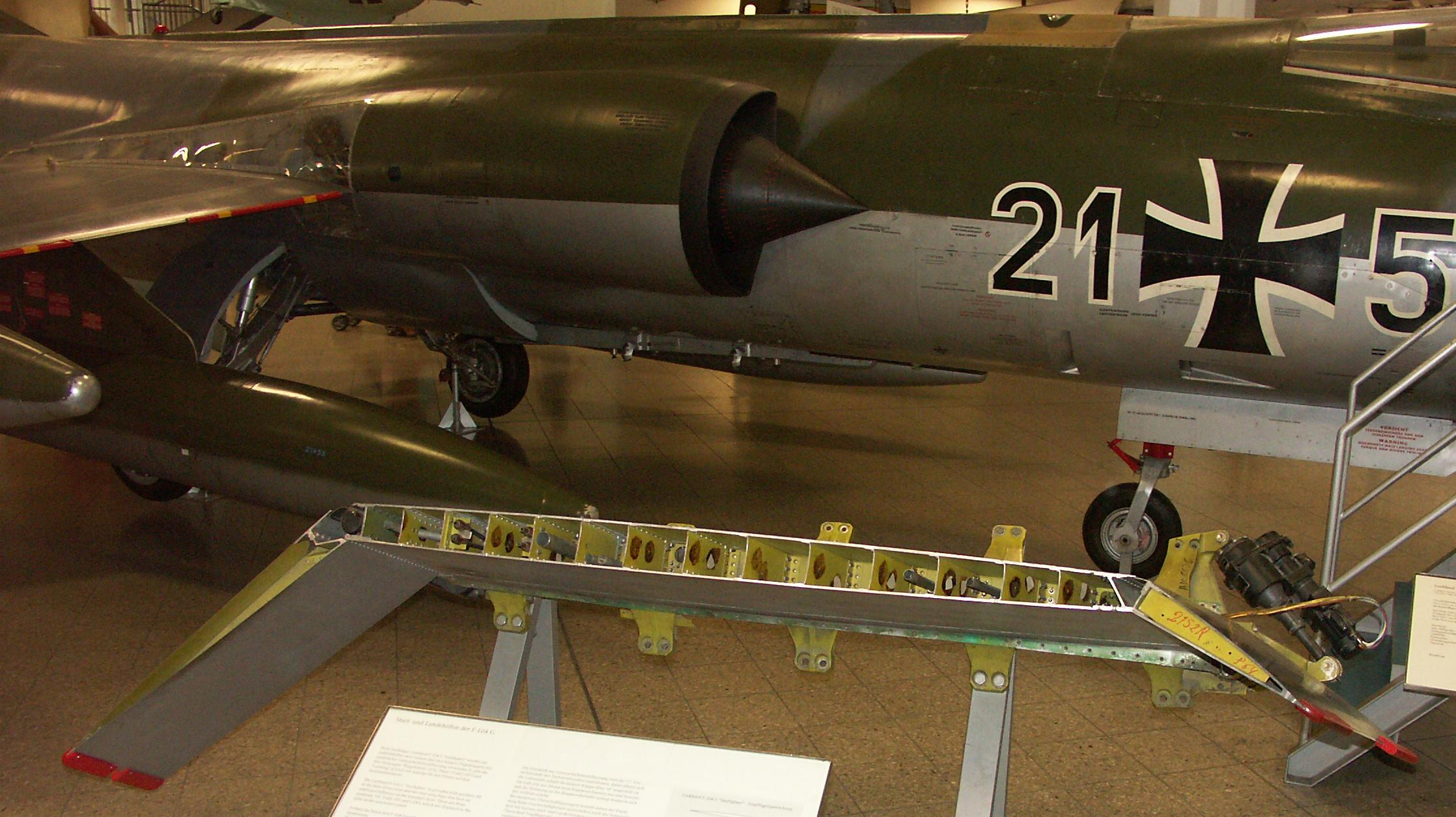
Becs et volets du F-104G

C'est un petit volet accroché au bord d'attaque et rabattu sur l'intrados, le dessous de l'aile. En pivotant, tout en restant attaché, il augmente la courbure. Ce système est utilisé sur les avions de ligne.

### Bec basculant
C'est en fait le bord d'attaque qui bascule vers le bas, comme un volet sans fente, il augmente dans cette position la cambrure de l'aile. Ce système est utilisé sur les avions de chasse, notamment les avions Dassault (voir sur la photo une coupe de l'aile du F-104 Starfighter).

## Soufflage de la voilure

### Souffle d'hélice
Tous les avions à hélice « tractive » (en amont des ailes) profitent du souffle d'hélice pendant le décollage. L'hélice d'un avion monomoteur souffle l'emplanture des ailes et augmente fortement la portance dans cette zone. Les hélices des bimoteurs et quadrimoteurs soufflent directement la voilure. La conjugaison du soufflage et de volets à double ou triple fente permet d'obtenir des coefficients de portance très élevés. Ce dispositif est utilisé sur le Breguet 941.

### Volets soufflés
Ce système consiste à prélever de l'air venant du réacteur et à le diriger soit directement, soit par des conduits, jusqu'au niveau des volets où l'air sort alors sur la surface supérieure. Le soufflage n'est déclenché que lorsque les volets sont abaissés et permet de réduire, voire supprimer, le décollement de la couche limite, ce qui a pour effet d'augmenter la portance.
Surtout utilisé dans les années 1960, ce système a été plus ou moins abandonné depuis à cause de sa complexité et sa maintenance difficile.
Parmi les avions l'ayant mis en œuvre, on peut citer par exemple le F-104 Starfighter, le F8E FN Crusader, le Blackburn Buccaneer ou plus récemment le McDonnel Douglas C-17 Globemaster III.

## Aspiration de la couche limite

### Sur l'aile
Il existe deux types d'Aspiration de la couche limite sur l'aile :
Aspiration mécaniqueLa couche limite est aspirée ce qui retarde le décollement et permet d'augmenter la déflexion des surfaces mobiles et l'incidence de l'aile. Ce système peu employé demande une motorisation spécifique, des conduites d'aspiration et consomme beaucoup d'énergie pour être efficace.
Aspiration naturelleLe positionnement adéquat de tourbillons permet d'aspirer la couche limite en bout d'aile et d'augmenter l'incidence de décrochage. Voir ci-dessous Bec DLE.

### Hélice en rotation
La couche limite d'une hélice est centrifugée par la rotation. La partie de la pale la plus proche de l'axe voit son incidence maximale (et donc sa portance) très fortement augmentée (d'un facteur 2) par rapport à un profil dont la couche limite ne serait pas ainsi aspirée. C'est ce phénomène peu connu qui explique la forte poussée des hélices quand l'avion est au point d'arrêt (arrêté avant le décollage).

## Portance tourbillonnaire

### Vortex Generator
Ce sont des petits générateurs de tourbillons locaux qui réintroduisent de la vitesse dans la couche limite ralentie. Ils sont utilisés généralement pour augmenter l'efficacité des surfaces de contrôle aux grands angles (en amont des ailerons, sur les côtés de la dérive, sous les stabilisateurs d'empennages en T, sur les plans canards de faibles dimensions). Ils sont également montés sur les ailes de certains chasseurs et avions de ligne.

### Ailes delta
La configuration en aile delta à flèche variable, obtenue par des apex (extensions  de bord d'attaque à très forte flèche) ou par une forme en plan en ogive (ONERA, Concorde), permet d'obtenir un supplément de portance tourbillonnaire d'environ 15 à 20 % par rapport à la portance de l'aile delta triangulaire.

### Bec DLE (Drooped Leading Edge)
Il s'agit d'une cassure locale et d'une modification du bord d'attaque générant un tourbillon aux grands angles. Ce tourbillon s'ajoute au tourbillon marginal (du bout d'aile) pour aspirer la couche limite à l'extrados. Cela renforce la portance du bout de l'aile en permettant de plus grandes incidences sans perdre le contrôle latéral, problème numéro un du décrochage. On rencontre ce système sur quelques avions légers et sur certains chasseurs à aile en flèche.

## Effet de sol
La proximité du sol apporte, à incidence égale, une portance supplémentaire. Cet effet est utilisé en permanence par les avions dits à effet de sol, et momentanément pendant le décollage, par tous les avions (et surtout pour les avions à aile basse qui y sont plus sensibles). L'effet de sol réduit la déflexion et augmente ainsi l'envergure effective de l'aile, ce qui permet de réduire la traînée induite (par la portance).
- C'est le vent de face et l'effet de sol qui ont permis le vol du Flyer des frères Wright en 1903, qui était sous-motorisé[10].
- L'effet de sol augmentait d'environ 12 % la portance de l'aile du Concorde au décollage[11].

## Composante verticale de la poussée
Bien que ce ne soit pas, comme l'effet de sol, un « dispositif hypersustentateur », cet effet peut jouer de manière importante (voire décisive) dans la conception d'un avion. Quand l'avion est cabré, la composante verticale de la poussée dépend de l'assiette de l'avion. Pour le Concorde cabré à 15°, le quart de la poussée des moteurs (70 tonnes de poussée au décollage grâce à la post-combustion) porte directement l'avion, ce qui décharge l'aile d'autant.

## Sources
- Manuel du pilote d'avion. Vol à vue, Cépaduès-Éditions, Toulouse, 1994
- Lionel Chauprade, dans Aviasport. Le cahier technique du pilote, no 602, janvier 2005.
- Les avions de transport modernes et futurs, André Peyrat-Armandy, TEKNEA, 1997